# Tony Wharmby
Tony Wharmby est un réalisateur et producteur de télévision britannique.

## Filmographie

### Comme réalisateur

#### Téléfilm
- 1980 : Why Didn't They Ask Evans ?, co-réalisé avec John Davies
- 1981 : Seven Dials Mystery
- 1983 : Mr Brown (The Secret Adversary)
- 1988 : Desert Rats
- 1989 : Memories of Manon
- 1989 : Voice of the Heart
- 1989 : Désolé, l'assassin est toujours occupé (Sorry, Wrong Number)
- 1990 : The Kissing Place
- 1990 : Coins in the Fountain (en)
- 1992 : La Passagère de l'oubli (Treacherous Crossing)
- 1992 : Le Pouvoir et la haine (To Be the Best)
- 1994 : Justice impitoyable (en) (Wild Justice)
- 1994 : Seduced by Evil
- 1996 : The Rockford Files: Godfather Knows Best
- 1997 : The Rockford Files: Shoot-Out at the Golden Pagoda

#### Série télévisée
- 1968-1969 : Coronation Street (2 épisodes)
- 1971 : The Guardians (en) (1 épisode)
- 1972 : New Scotland Yard (en) (2 épisodes)
- 1971-1972 : ITV Saturday Night Theatre (2 épisodes)
- 1972 : Villains (5 épisodes)
- 1973 : Oranges & Lemons (1 épisode)
- 1973 : Helen: A Woman of Today (4 épisodes)
- 1974 : Hunter's Walk (2 épisodes)
- 1974 : Seven Faces of Woman (1 épisode)
- 1971-1974 : Justice (en) (10 épisodes)
- 1975 : The Hanged Man (4 épisodes)
- 1975 : The Main Chance (en) (2 épisodes)
- 1974-1975 : Within These Walls (4 épisodes)
- 1976 : Bouquet of Barbed Wire (en) (7 épisodes)
- 1971-1976 : Hadleigh (9 épisodes)
- 1977 : Love for Lydia (4 épisodes)
- 1978 : Enemy at the Door (en) (1 épisode)
- 1978 : Lillie (en) (mini-série, 3 épisodes)
- 1980 : The Gentle Touch (en) (4 épisodes)
- 1982 : We'll Meet Again (en) (mini-série, 6 épisodes)
- 1983 : Le crime est notre affaire (Agatha Christie's Partners in Crime) (2 épisodes)
- 1985 : Mission casse-cou (Dempsey & Makepeace) (11 épisodes)
- 1986 : Magnum (Magnum, P.I.) (2 épisodes)
- 1987 : Equalizer (2 épisodes)
- 1987 : Deux flics à Miami (Miami Vice)(1 épisode)
- 1987 : CBS Summer Playhouse (1 épisode)
- 1988 : Ohara (1 épisode)
- 1989-1990 : Un privé nommé Stryker (B.L. Stryker) (3 épisodes)
- 1993 : Le Trésor des alizés (mini-série)
- 1995 : High Sierra Search and Rescue (2 épisodes)
- 1997-2000 : JAG (24 épisodes)
- 2000-2002 : X-Files : Aux frontières du réel (The X-Files) (7 épisodes)
- 2002 : Preuve à l'appui (Crossing Jordan) (1 épisode)
- 1999-2002 : Providence (7 épisodes)
- 2003-2004 : FBI : Portés disparus (Without a Trace) (2 épisodes)
- 2005 : Night Stalker : Le Guetteur (1 épisode)
- 2006 : Supernatural (1 épisode)
- 2004-2006 : Newport Beach (The O.C.) (10 épisodes)
- 2006-2007 : Bones (5 épisodes)
- 2007 : Life (1 épisode)
- 2008-2009 : 90210 Beverly Hills : Nouvelle Génération (2 épisodes)
- 2007-2010 : Gossip Girl (7 épisodes)
- 2013 : King and Maxwell (1 épisode)
- 2007-2014 : NCIS : Enquêtes spéciales (33 épisodes)
- 2009-2014 : NCIS : Los Angeles (19 épisodes)
- 2014 : NCIS : Nouvelle-Orléans

### Comme producteur

#### Téléfilm
- 1978 : Me—I'm Afraid of Virginia Woolf (en)
- 1978 : Doris and Doreen
- 1979 : The Old Crowd
- 1979 : Afternoon Off (en)
- 1979 : One Fine Day
- 1979 : All Day on the Sands
- 1980 : Why Didn't They Ask Evans ?
- 1980 : Salade russe et crème anglaise
- 1980 : Rain on the Roof (en)
- 1980 : Cream in My Coffee (en)
- 1981 : Seven Dials Mystery
- 1982 : Little Miss Perkins

#### Série télévisée
- 1976 : Bouquet of Barbed Wire (en) (7 épisodes)
- 1977 : Another Bouquet, (mini-série, 7 épisodes)
- 1977 : Love for Lydia (13 épisodes)
- 1978 : People Like Us (12 épisodes)
- 1978 : Lillie (en) (mini-série, 13 épisodes)
- 1979 : Thomas & Sarah (en) (13 épisodes)
- 1979 : Kids (10 épisodes)
- 1978-1980 : Enemy at the Door (en) (26 épisodes)
- 1982 : We'll Meet Again (en) (mini-série, 13 épisodes)
- 1980-1982 : The Gentle Touch (en) (4 épisodes)
- 1985 : Mission casse-cou (Dempsey & Makepeace) (20 épisodes)
- 1988 : Ohara (1 épisode)
- 2001-2002 : X-Files : Aux frontières du réel (The X-Files) (12 épisodes)
- 2006-2008 : Bones (22 épisodes)